# Ambohitsimanova
Ambohitsimanova – gmina na Madagaskarze, w regionie Vakinankaratra, w dystrykcie Antsirabe II. W 2001 roku zamieszkana była przez 16 642 osób.  Siedzibę administracyjną stanowi miejscowość Ambohitsimanova.